# 1838 en musique
| \| • Retour à la chronologie générale de la musique populaire • \| |
| XXIe siècle • XXe siècle • XIXe siècle • XVIIIe siècle XVIIe siècle • XVIe siècle • XVe siècle • XIVe siècle XIIIe siècle • XIIe siècle • XIe siècle • Xe siècle IXe siècle • VIIIe siècle • Haut Moyen Âge • Rome • Grèce |
| • Retour à la chronologie générale de la musique populaire • |

| • Retour à la chronologie générale de la musique populaire • |

| Années de la musique populaire : 1835 - 1836 - 1837 - 1838 - 1839 - 1840 - 1841    |
| Décennies de la musique populaire : 1800 - 1810 - 1820 - 1830 - 1840 - 1850 - 1860 |

## Publications
- * Frédéric Berr, De la nécessité de reconstituer sur de nouvelles bases le gymnase musical militaire pour améliorer les musiques de régiment, Paris, J.-R Mévrel, 32 p.[1].

## Naissances
- 27 août : Constant Marie, dit « Le Père Lapurge », poète, auteur-compositeur et interprète français de chansons libertaires, mort en 1910.
- 17 décembre : Tomás el Nitri, chanteur gitan espagnol de flamenco, mort en 1877.